# Berenice (neboda d'Herodes el Gran)
Berenice va ser filla de Costobar (Costobarus) i Salomé I (germana d'Herodes el Gran). Es va casar amb Aristòbul, el seu cosí. Aristòbul era descendent dels macabeus per la seva mare Mariamne I, i va avergonyir a la seva dona per la humilitat del seu naixement. Berenice es va queixar a Salomé i aquesta hostilitat va constituir una de les causes que va portar a Aristòbul a la mort. Va ser executat l'any 6 aC.
Amb Aristòbul va tenir cinc fills:
- Herodes I Agripa, rei de Batanea.
- Heròdies, que es va casar amb els seus oncles Herodes Filip, al que després va repudiar i amb Herodes Antipes, tetrarca de Galilea.
- Herodes Pòlio, rei de Calcis.
- Mariamne III, casada amb Antípater, fill d'Herodes el Gran.
- Aristòbul el jove, casat amb Iotapa d'Emesa.

En segones noces es va casar amb Teudió (Theudion) oncle matern d'Antípater, el fill gran d'Herodes el Gran. Probablement Teudió va ser executat també per la seva participació en el complot organitzat per Antípater contra la vida d'Herodes.
Llavors, vídua per segona vegada, Berenice va acompanyat a la seva mare a Roma junt amb Arquelau, que havia rebut confirmació d'August de l'herència paterna. Sembla que va seguir a Roma fins a la seva mort, gaudint del favor de l'emperador i l'amistat d'Antònia, esposa de Drus el vell.